# 格雷米奥巴鲁埃里
格雷米奥巴鲁埃里，是巴西巴鲁埃里市的一个足球俱乐部。1989年，该俱乐部在巴鲁埃里市成立。2010年，由于场馆不符合要求，该队迁往普鲁登特总统城。2011年，该队重新回到巴鲁埃里市。球會前稱為「格雷米奥普鲁登特」（Grêmio Prudente）。